# 도카이촌 JCO 임계사고

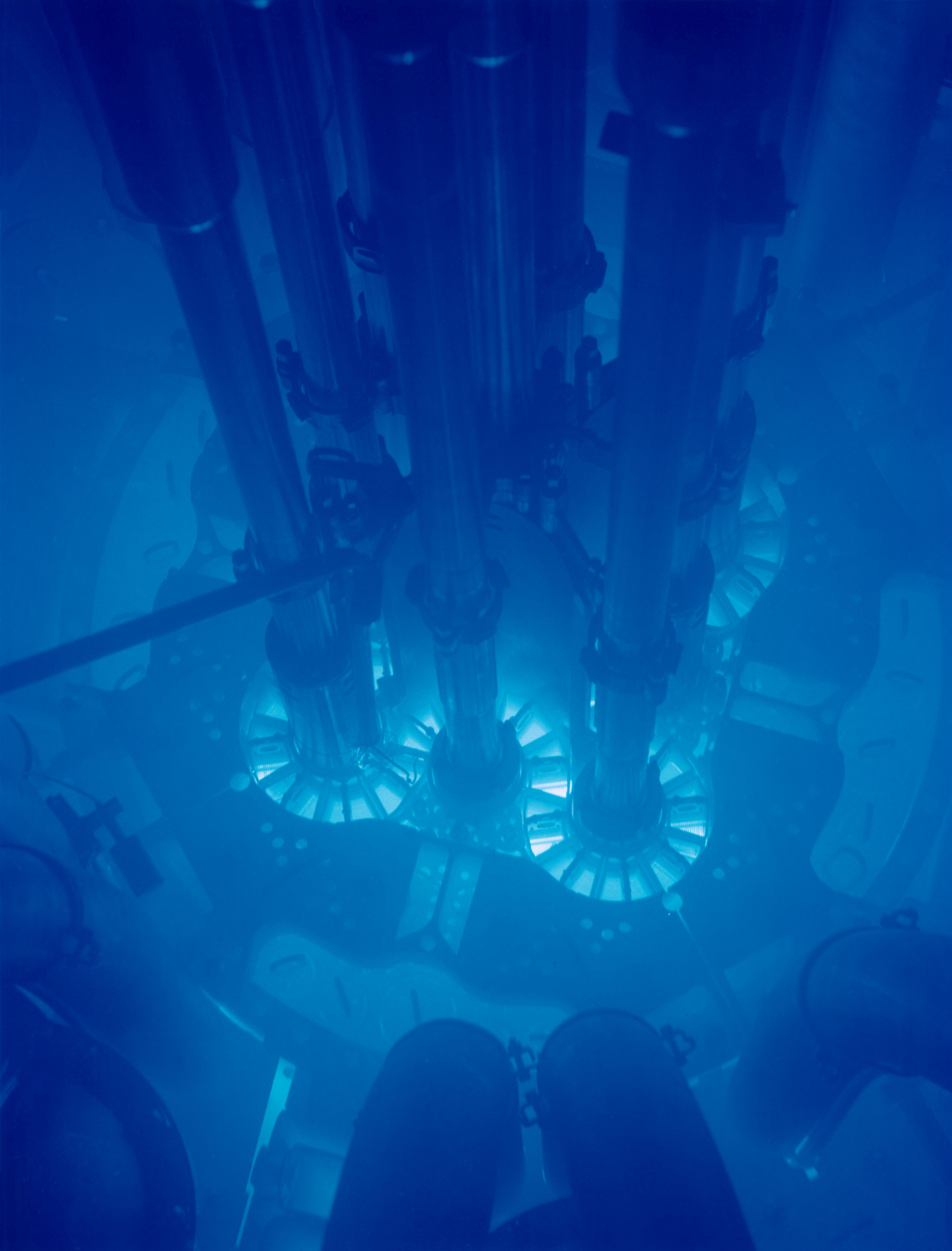
수중 핵분열 연료를 둘러싼 체렌코프 효과

도카이촌 JCO 임계사고(東海村JCO臨界事故)는 1999년 9월 30일 오전 10시 35분경 일본 이바라키현 나카군(那珂郡) 도카이촌(東海村)에 있는 핵연료 재처리 회사인 "주식회사 JCO(제이씨오)"에서 핵연료 가공 공정 중에 발생한 일본 원자력 사업 사상 첫 임계 사고이다. 국제 원자력 사고 척도 중 4등급에 해당한다.

## 개요
1999년 10월 1일 일본 이바라키현 도카이무라 우라늄 처리공장에서 방사능이 유출되어 49명이 피폭되었다. 일본 원자력 사업사상 첫 임계사고로 기록된 이 사건은 원전연료로 사용될 우라늄을 가공처리하는 민간업체 JCO도카이사업소 직원들이 침전용 탱크에 규정보다 훨씬 많은 우라늄 용액을 주입, 이로인해 피폭된 피해자의 방사선 피폭량은 1945년 히로시마 원폭 피폭자나 원전 사상 세계 최악의 방사선 누출사고였던 1986년 우크라이나 체르노빌 원전사고의 피폭자와 비슷한 수준인 것으로 알려졌다.

## 사고 발생
원전 연료로 쓰이는 우라늄을 가공 처리하는 민간업체 JCO 도카이 사업소는 작업 속도에 집착, 정상적인 제조법을 무시하고 4년 전부터 자체 작업 지침서를 편법으로 만들어 우라늄을 가공해왔다. 우라늄 용액은 용해탑 저장탑 침전용 탱크를 거치면서 농도와 양을 철저히 관리하도록 되어있으나, 스테인레스 용기에서 수작업으로 우라늄 분말과 질산을 배합, 이 용액을 침전용 탱크에 그대로 주입했다. 이 과정에서 통상치(2.4kg)의 7배(16kg) 정도를 침전용 탱크에 주입했다.
시노하라는 “파란 불꽃이 이는 것을 보았고, 그 순간부터 예감이 좋지 못했다.”고 밝혔다. 방사선에 노출된 작업원 3명 중 2명은 10년이상 넘게 근무한 사람이였다.
JCO의 전환 시험동에서 데스크 작업을 시작하려 하던 요코카와 유타카(당시 54세)는 얇은 벽이 하나 있는 작업실에서 날카로운 소리와 창백하게 빛나는 푸른 빛을 보았다. 그 방에는 시노하라 마사토 차장(당시 39세)과 오우치 히사시(당시 35세)가 작업하고 있었다. 임계경보가 울리는 것을 듣고 요코카와는 “임계다 나와라”라고 외쳤다.
정부와 이바라키현은 11시 33분 사고 후 1시간이 지난 후에야 공장 주변에서 규정치의 2만배 가까운 방사선이 누출되는 상황에서 “현장 작업원이 방사선에 좀 노출
됐다”는 보고를 받았다.
방사선 노출연락을 받지 못한 소방본부 구조대는 방호복도 입지 않고 출동하는 바람에 구조대원 중 3명이 피폭자가 되었다.

이후 우라늄 용액을 양동이로 퍼부어 왔다는 사실이 확인되면서 일본의 안전신화 붕괴를 상징적으로 보여주었다.

## 사고 이후
사고 직후 공장 주변에 있던 21개 방사선 감시장치 중 적어도 두 곳에서 통상 측정치의 4,000배가 넘는 0.84밀리시버트의 방사능이 검출되었다.
사고발생 4시간이 지난 오후 3시 30분 경 사고 현장에서 반경 350미터 이내의 주민 40세대에게는 공공시설로 대피가 시작되었고, 오후 5시 현장 주변 방사선 측정치가 3.5~4 밀리시버트로 나오면서 반경 500미터 이내의 주민에게 대피범위가 확대되었고, 그 뒤 10킬로미터 이내의 주민에게 확대되어 옥내 대피, 환기 장치 정지 등이 내려졌다.
정부대응 첫 보고가 오부치 게이조 총리에게 전달된 것은 사고 2시간 뒤, 과학기술청이 관계부처 회의를 소집한 것은 3시 반경이였다. 결국 정부 대책본부가 설치된 것은 사고발생 11시간이 지난 9월 30일 오후 9시경이였다.
또한 주변의 국도와 현도, 철도 등을 폐쇄하고, 육상자위대에 재해 파견을 요청하는 조치가 내려졌다.
10월 1일 오전 3시 30분에 사고 용기에 든 냉각수를 뽑아내기 위해 밸브를 열고 배관을 부수었으며, 원자력 안전위원회는 약 3시간 작업 후 오전 6시 20분에 핵분열 반응을 촉진하는 중성자가 측정에서 거의 사라졌다고 발표했다.
10월 1일 사고발생 51시간 만에 핵 분열반응이 일단 멈춘것을 학인하고 사고현장 주변지역 규제조처를 전면해제하였다.

## 사고 피폭자
이 사고로 작업자 3명이 1시버트 이상의 방사선 피폭을 당하였다. 각각 오우치 히사시는 약 18시버트, 시노하라 마사토는 약 10시버트, 요코가와 유타카는 1~4시버트이다. 사고현장에서 피폭당한 3명을 포함한 총 방사능 피폭자는 당시 49명으로 발표되었으나, 주변 주민까지 총 피폭자는 666명이였다.
오우치 히사시는 피폭 당시 방의연으로 걸어들어갈 만큼 멀쩡했었다. 도쿄대학병원에서 오우치의 치료를 담당한 마에카와 의사와 간호사들은 오우치의 멀쩡한 모습을 보고 놀랐다고 한다. 하지만 그것도 잠시, 점점 날이 갈수록 피부가 거의 다 벗겨져 나가고, 백혈구도 0에 가까운 상태로 감소한다. 장의 점막세포도 벗겨지면서 장에서 출혈이 시작되고, 설사의 양이 3리터를 넘어가게 된다. 피부가 벗겨져 나가면서 혈액과 체액이 흘러내리자 피부이식을 실시하였으나 실패한다. 11월 28일에 심정지가 왔으나 심폐소생을 1시간가량 하면서 다시 되돌려놨지만 이미 뇌나 엉망이 된 여러 장기들이 더 피해를 얻었다. 혈압과 맥박이 계속 불안정해지자 염산도파민, 염산도부타민, 노르에피네프린 등의 승압제로 혈압을 맞췄다. 하지만 이를 줄이자 바로 불안정해졌다. 승압제 의존 상태가 된 것이다. 그전까지 오우치는 얼굴을 찌푸리거나 눈을 스스로 뜨거나 고개를 젓는 등 몸으로 의사소통이 가능한 상태였다. 이 치료기록을 엮어 만든 83일에 따르면, 50일째의 글라스코스 혼수척도는 E4VTM4, 아직 의식이 있는 상태였다. 심정지 이후 E1VTM1, 최저로 떨어지게 된다. 혼수상태에 빠진 것이다. 결국 가족들과 논의하여 소생조치를 하지 않기로 했고 12월 21일, 치료 83일째 되던 날 심정지로 사망하였다. 시노하라 마사토는 피폭 당시에는 입술이 누렇게 변색된 것을 빼고는 정상이었으나 10월 중순부터 입의 점막이 손상되고 11월 10일에는 뒷머리 부분이 손상되었고, 상태는 심각해졌다. 12월 20일, 피부이식을 받았다. 양쪽 아래팔에 받았는데 성공한다. 그리고 12월 21일, 오우치의 사망 소식을 형으로부터 듣자, "나도 저렇게 되겠구나"라며 한탄했다고 한다. 시노하라는 피부 이식 후인 2000년 1월 1일에 모든 혈액생산능력을 회복하여 휠체어를 타고 도쿄대 의학연구소의 정원에 갈 수 있을 만큼 많이 호전되었고 2월 초에는 여러 번의 피부 이식을 받아 시노하라는 거의 완치 상태에 가까워졌다. 하지만 2월 17일에 소화관 출혈로 다시 상태가 악화, MRSA에 감염되어 간염에 걸리게 되고 기관을 절개해 3월 2일 인공호흡기를 착용하기 시작하여 메모지를 써야했다. 결국 오우치가 치료받은 도쿄대학병원으로 전원되고 4월 17일, 오줌이 나오지 않게 되자 24시간 인공투석을 해야했고 10일 후에 안타깝게도 다발성 장기부전으로 사망한다. 피폭한지 211일만이었다.
2003년 3월 3일, 미토 지방법원은 관련자 6명에게 집행유예, 주식회사 JCO에는 100만엔의 벌금을 선고했다. 주식회사 JCO는 이 사건으로 인해 문을 닫았다.

## 증언
현장에서 피폭당한 3명 중 유일한 생존자인 요코카와 유카타는 2005년 9월30일 인터뷰에서 사고원인은 ‘무지’였다고 말했다. 그는 사고 1년 전 특별조(special crew 스페셜 크루[*])의 부장으로 연료용 우라늄 용액 제조에 종사하게 되었는데, 그 때 이미 물통의 사용 등에 관한 매뉴얼에 대한 위법한 작업이 일상화되어 있었다. 경험이 전혀 없는 상태에서 고농도 우라늄 용액을 취급하게 됐지만 회사에서 임계 위험성에 대한 지도는 없었다. 우라늄이 액상이라면 대량으로 침전조에 넣어도 괜찮다고 믿었다고 말했다. 임계가 일어나면 푸른 빛과 소리가 나오는 것은 알고 있었기 때문에 「더 이상 살지 못할 것」이라고 생각했다. 요코카와는 방으로부터 나온 시노하라와 오우치에게 “임계다! 바로 밖으로 나와라”고 외쳤다. 치바시의 방사선 의학 종합 연구소로 옮겨져 나란히 침대 위에 누운 오우치와 말을 주고 받았다. “힘내라.”, “당신도”. 이것이 오우치와의 마지막 대화가 됐다. 1999년 12월에는 오우치가, 다음 해 4월에는 시노하라가 방사선 피폭사고의 후유증으로 사망했다. 그는 “외톨이가 된 느낌이고, 말에 맞장구를 쳐 주는 사람이 없어졌다”고 말했다. 단 한 명의 「임계 체험자」로서 살아가는 무게와 고독이 그를 억눌렀다. 그는 사고 약 1년 전 스페셜 크루(crew:공동 작업조)의 부장으로 연료용 우라늄 용액의 제조에 종사하게 됐다. 이미 물통의 사용 등에 관한 ‘메뉴얼’에 대해 위법한 작업이 일상화되어 있었다. 그는「이런 작업은 잘 되어도, 자랑할 수 없는데」, 「도둑이 잘 되는 것이다」라며 동료와 농담을 주고받았지만 이것이 사고를 초래할 것이라고는 꿈에도 생각하지 못했다.

## 같이 보기
- 일본의 원자력 발전
- 롯카쇼 핵재처리장